# Katja Hoyer

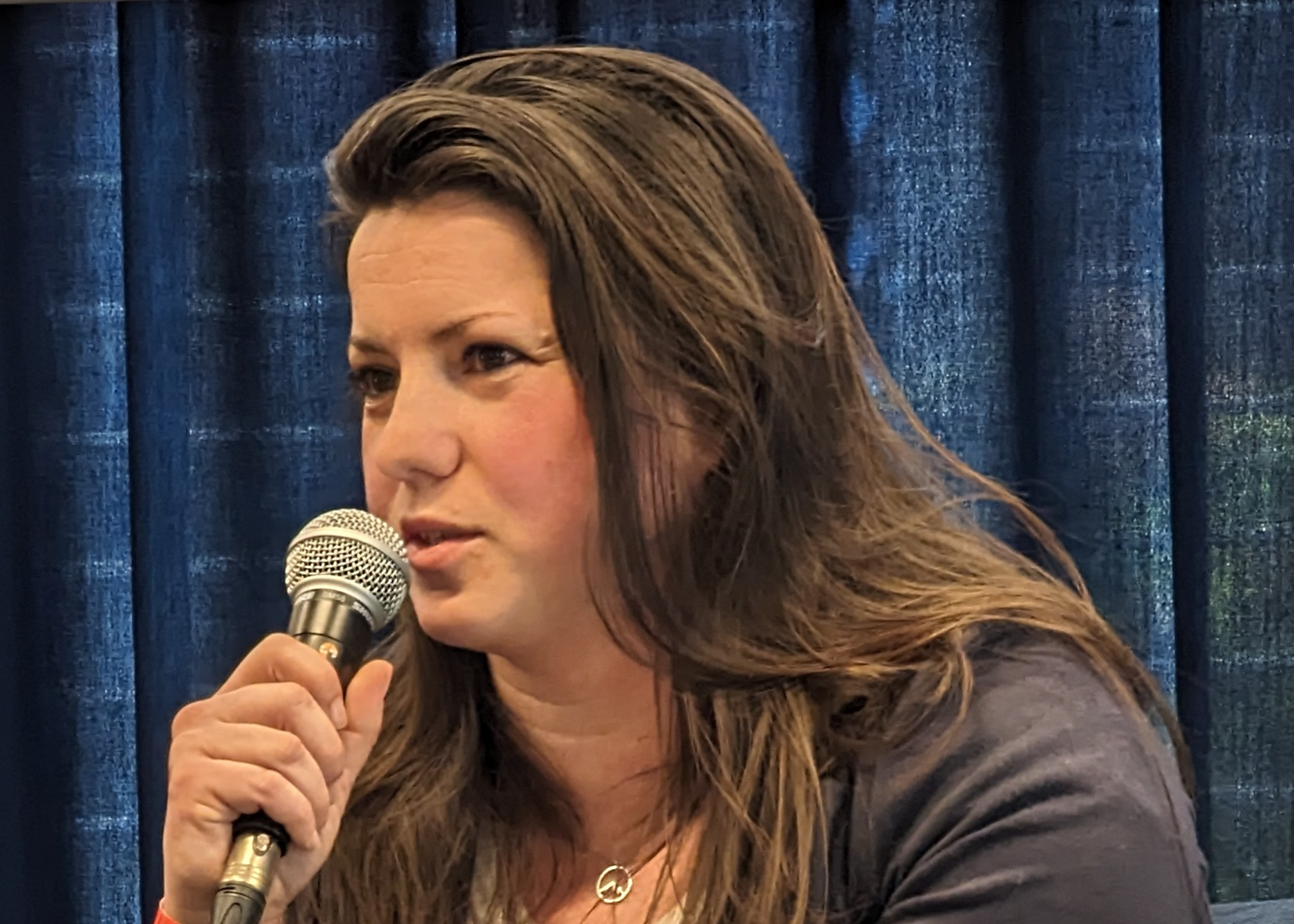
Katja Hoyer (2024)

Katja Hoyer (* 1985 in Guben) ist eine deutsche Historikerin und Autorin, die seit 2010 in Großbritannien arbeitet.

## Leben und Werk
Hoyer wurde 1985 in Guben geboren, damals offiziell Wilhelm-Pieck-Stadt Guben. Ihr Vater war Offizier in den Luftstreitkräften der NVA, die Familie lebte in einer Wohnsiedlung für NVA-Berufssoldaten in Jänschwalde-Ost. Kurz nach der Geburt von Katja Hoyer setzte ihre Mutter das Studium zur Geschichtslehrerin in Dresden fort. Dann zog die Familie nach Strausberg, wohin Hoyers Vater versetzt worden war. Beim Fall der Mauer war Katja Hoyer vier Jahre alt, sie wuchs weiter in Strausberg auf.
Hoyer studierte Geschichte an der Universität Jena; das Studium schloss sie mit einem M.A. ab.
Um 2010 zog sie nach England, wo sie seitdem arbeitet. Hoyer ist Visiting Research Fellow am King’s College London und Fellow der Royal Historical Society. Sie arbeitet als Journalistin unter anderem für den Spectator (seit 2021) und für die Washington Post (2021–2023). Seit April 2023 schreibt sie eine Kolumne in der Wochenendausgabe der Berliner Zeitung.
2021 veröffentlichte sie mit Blood and Iron ihre erste Monografie. Thema des Werks ist die Geschichte des Deutschen Kaiserreichs. Das Buch wurde in Großbritannien sehr positiv aufgenommen. 
2023 erschien mit Beyond the Wall ihr zweites Buch, eine Geschichte des Lebens in der DDR aus Sicht der „normalen“ Leute. Auch dieses Buch wurde in Großbritannien sehr positiv aufgenommen. Die deutsche Übersetzung unter dem Titel Diesseits der Mauer erhielt in Deutschland hingegen überwiegend negative Kritiken, es verkaufte sich aber gut: im Juni 2023 kam der Titel auf Platz 7 einer Sachbuch-Bestenliste. Zusammen mit der Polemik Der Osten. Eine westdeutsche Erfindung von Dirk Oschmann bildete Hoyers Buch 2023 den Kern einer Debatte über Deutungshoheit über DDR-Geschichte, Nachwendezeit und ostdeutsche Identität. Beyond the Wall wurde in elf Sprachen übersetzt.

### Im Kaiserreich
Katja Hoyers Sachbuch Blood and Iron (deutscher Titel Im Kaiserreich) zählt fünf Kapitel, gegliedert nach den Zeitabschnitten Befreiungskriege bis zur Reichsgründung, von der Reichsgründung bis zum Dreikaiserjahr, das Dreikaiserjahr selbst, vom Abtritt Bismarcks bis zum Kriegsausbruch 1914, und über den Ersten Weltkrieg.

### Diesseits der Mauer
Katja Hoyers Sachbuch Beyond the Wall (deutscher Titel: Diesseits der Mauer) ist in zehn chronologisch angeordnete Kapitel gegliedert, die von 1918 bis 1990 reichen. Die meisten davon öffnen mit anekdotischen Ereignissen, die Personen der Zeitgeschichte, aber auch unbekannte Frauen und Männer betreffen. Unter den von der Autorin interviewten Personen sind auch Egon Krenz und Frank Schöbel.
In Großbritannien wurde Beyond the Wall 2023 für den Baillie Gifford Prize for Non-Fiction nominiert und kam mit zwölf anderen Titeln auf die Long List.
Der Journalist Norbert F. Pötzl warf Hoyer in der Süddeutschen Zeitung eine „SED-Lesart“ vor, wonach vor allem der Westen für das Scheitern der DDR verantwortlich sei. Die Journalistin Sabine Rennefanz vermutete hingegen in ihrer Spiegel-Kolumne, dass die „wenigen, brutalen Verrisse das letzte Aufbäumen der kalten Krieger“ sein könnten. Der in der DDR geborene Journalist Marko Martin fand in der taz kein gutes Wort für das Buch. Nichts darin sei neu oder originell, vieles falsch und beschönigend, der Einsatz von Zeitzeugen erinnere an Guido Knopp. Der amerikanische Historiker John Connelly bezeichnete das Buch als gescheitert und warf Hoyer „frappierende Unkenntnis […] über die realen Verhältnisse im real existierenden Sozialismus“ vor.
Der Historiker Ilko-Sascha Kowalczuk äußerte sich mehrfach sehr kritisch über das Buch, so im Tagesspiegel oder im Freitag. In der Frankfurter Allgemeinen Sonntagszeitung urteilte er: „Es taugt nichts, weil es Alltag und Diktatur getrennt voneinander betrachtet. […] Von SED über Mauer bis politische Indoktrination fehlt praktisch alles, was ihren Erzählfluss vom kuscheligen Leben stören würde. Dieses Buch ist aus wissenschaftlicher Sicht unmöglich. Gleichwohl bedient es eine Lücke. Wir haben es bisher alle in der Öffentlichkeit nicht geschafft, Gesellschaftsbilder über die DDR tragfähig zu machen, in denen sich viele Menschen wiederfinden. Die meisten fühlen sich ausgeschlossen von historischen Debatten über die DDR. Das ist ein Problem und die Begründung, warum diese populistischen Bücher so einen Erfolg haben.“ Der Historiker Hermann Wentker (Leiter der Abteilung Berlin des Instituts für Zeitgeschichte) bezeichnete Katja Hoyers Werk als „reines Ärgernis“. Der DDR-Bürgerrechtler Wolfgang Templin bezeichnete Hoyers Umgang mit biographischen Deutungen der Beteiligten als problematisch. Die „Grenzen von Zustimmung, Anpassung, Einordnung, Unterordnung und Mittäterschaft“ in der DDR würden so verschwimmen. Das Buch sei insgesamt eine „vertane Chance“. Der Historiker Jens Gieseke bezeichnete das Buch als „historiografisch […] ohne Belang“, es stelle „methodisch und in seinen analytischen Befunden einen deutlichen Rückschritt dar“. Letztlich praktiziere Hoyer „Geschichtsrevisionismus“.

## Veröffentlichungen
- Blood and Iron. The Rise and Fall of the German Empire 1871–1918. History Press, Cheltenham 2021, ISBN 978-0-7509-9622-8.
  - Im Kaiserreich. Eine kurze Geschichte 1871–1918. Hoffmann und Campe, Hamburg 2024, ISBN 978-3-455-01728-1.  (Ins Deutsche übersetzt von Norbert Juraschitz.)
- Beyond the Wall. East Germany, 1949–1990. Allen Lane, London 2023, ISBN 978-0-241-55378-7.
  - Diesseits der Mauer. Eine neue Geschichte der DDR 1949–1990. Hoffmann und Campe, Hamburg 2023, ISBN 978-3-455-01568-3. (Ins Deutsche übersetzt von Franka Reinhart und Henning Dedekind.)